# Sporostigma
Sporostigma — рід грибів. Назва вперше опублікована 2001 року.